# Domingo Onofrio
Domingo Onofrio (Buenos Aires, Argentina, 19 de julio de 1925 - Buenos Aires, Argentina, 26 de agosto de 2007) fue un artista plástico argentino.
Desarrolló su tarea profesional durante más de 60 años, atravesando por diversos períodos o estilos, cuya obra fue exhibida en decenas de exposiciones individuales y colectivas, en galerías privadas y estatales. Algunos de los principales críticos de arte de su época escribieron sobre su obra destacando su imaginación, manejo del color y capacidad constructiva.

## Biografía
Domingo Onofrio nació en uno de los barrios de clase baja de la ciudad de Buenos Aires, Argentina. Su padre trabajaba de aparador de calzado y su madre era ama de casa. Onofrio demostró una temprana habilidad para el dibujo durante su infancia, que su madre estimulaba. Cursó una escuela secundaria técnica de la que egresó como oficial tornero y trabajó desde entonces en la industria metalúrgica. Su interés por el dibujo lo llevó a cursar en la década de 1940 en la Escuela Nacional de Artes Plásticas Manuel Belgrano, en la ciudad de Buenos Aires. Allí tomó su primer contacto con el ambiente de la plástica en la Argentina y tuvo entre sus profesores a Onofrio Pacenza (con quien no tuvo parentesco alguno) y Lucio Fontana, dos prestigiosos artistas de vanguardia ya en su época. Más tarde asistiría a cursos de Emilio Pettoruti, pintor de raíz cubista ya consagrado.
Comprometido en los conflictos políticos y sociales de su época, militó en la izquierda y en oposición al gobierno de Juan Domingo Perón, como era frecuente en los ambientes culturales y artísticos por entonces, lo que le valió algunos días de cárcel. Con el correr de los años, tomó una actitud duramente crítica ante esas posiciones contrarias al movimiento peronista; su oposición el gobierno militar de 1976 también le costó también días de prisión y albergó una fuerte esperanza con la recuperación democrática de 1984, siendo entusiasta del gobierno de sus últimos años de vida. 

A principios de la década de 1950 se radica en el noroeste argentino, principalmente en la provincia de Jujuy, donde se dedica a pintar los coloridos paisajes típicos de lugares como Tilcara y la quebrada de Humahuaca, con fuerte temperamento alto empaste. Al mismo tiempo, trabaja como maestro de escuelas rurales de la zona. En la provincia de Tucumán conoce a Lino Enea Spilimbergo, otro consagrado pintor argentino, con quien traba amistad mientras toma clases informales en su taller, al que viajaba mensualmente. Los Maestros Pettoruti y Spilmbergo, de estilos muy diferentes entre sí, conforman su mayor influencia en los años de formación.

Luego de tres años de residencia en el norte de su país, regresa a la casa paterna de Buenos Aires, donde continúa trabajando de metalúrgico e instala su taller de pintura. Continúa también frecuentando los círculos del arte y la cultura, sobre todo aquellos en los que el compromiso social y político están presentes. Conoce así a poetas como Raúl González Tuñón y a plásticos como Juan Carlos Castagnino y Enrique Policastro. También a Abraham Vigo, grabador, pintor y escenógrafo perteneciente al Grupo de Boedo, o los artistas del pueblo, con cuya hija se casará pocos años más tarde.
Sus convicciones sociales y políticas, sin embargo, no influyen en su obra y no busca en ellas la realización de un "arte social" o "arte militante". En 1954 envía una obra de carácter realista al Salón Nacional de Artes Plásticas y obtiene el Premio Pío Collivadino. Pero pronto va evolucionando hacia una expresión más abstracta.

Realiza su primera exposición individual en la Galería Peuser, en el año 1954 y desde entonces realiza prácticamente una muestra por año, hasta el 2005, obteniendo un importante reconocimiento de la crítica. También en 1954 se inicia su participación en exposiciones colectivas, contabilizando más de 100 entre ambas.

A principios de los años 1960 instala su taller en La Boca, barrio portuario y pintoresco de la ciudad, donde inicia su actividad como docente de dibujo y pintura. Comienzan a sucederse sus etapas o períodos estilísticos junto a las exposiciones y reconocimientos. Fue artista expositor permanente en la Galería Wildenstein entre 1977 y 1983, galería internacional de alto prestigio hasta el cierre de su local en Buenos Aires.

Desde 1975 en adelante instala su taller en el centro de Buenos Aires y más tarde en su propio domicilio, donde se dedica ya exclusivamente a la pintura y la enseñanza, actividad en la que tuvo amplia convocatoria, por su rigurosidad y condición docente. En 1987 se convierte en Socio Honorario de la Sociedad Argentina de Artistas Plásticos hasta su muerte. Actuó como Jurado en numerosos concursos y salones nacionales y provinciales de dibujo y pintura.

Durante toda su actividad profesional, su carácter intransigente y fidelidad a sus convicciones artísticas y éticas lo convirtieron en una suerte de "pintor maldito" ante las tendencias de moda y teorías rupturistas con la pintura de caballete típicas de la década de 1960, marginándolo de la élite de mayor poder en la plástica a la que era necesario pertenecer para obtener difusión masiva y mayores reconocimientos. Sin embargo, logró alta valoración en buena parte de la crítica local y entre sus pares.

En el año 1997 sufre un ACV (accidente cerebrovascular) que no impide la continuidad de su producción artística pero entorpece sus actividades públicas. En el año 2005, el Museo Municipal de Artes Plásticas de Buenos Aires Eduardo Sívori realiza una exposición retrospectiva de homenaje, con alrededor de 100 obras. Muere en 2007 por el deterioro progresivo impuesto por esa enfermedad. Sus últimas obras datan del año 2006.

## Períodos, estilos y temáticas

### Consideración general sobre sus etapas
Si bien puede hablarse de un comienzo en la figuración de corte realista, una posterior evolución hacia el arte abstracto y el surrealismo, para retornar a una nueva forma de figuración en su última época, la obra de Onofrio no es entendible como una sucesión cronológica de estilos por etapas claramente diferenciadas unas de otras. Temáticas y resoluciones plásticas de períodos anteriores reaparecen con frecuencia insertados sus nuevas temáticas y estilos, en busca de una convivencia de delicado equilibrio. Posiblemente, la influencia de sus dos grandes y tan diferentes maestros argentinos, Pettoruti y Spilimbergo, anide en la tensión plástica que muchas veces denota su obra.

### La importancia del paisaje
Toda la obra de Onofrio está desarrollada a través del paisaje. Desde el realismo inicial hasta la máxima abstracción posterior, el paisaje es el "ámbito natural" de su pintura y donde pueden encontrarse sus obras más logradas. Es en el paisaje donde se encuentran los íconos más representativos de cada una de sus etapas creativas y donde se encuentran las obras que mejor permiten ejemplificarlas. Si bien su tratamiento de la figura humana es original y riguroso, ésta no es el eje central de su trabajo, a diferencia de otros grandes artistas (como es el caso de su maestro Spilimbergo). Su larga estadía en el norte argentino inicia esa búsqueda de la estructura esencial del paisaje, que se hará evidente en su obra de madurez, en la que analiza en toda su profundidad la obra de Cézanne.

### Comienzos: Realismo, figuración
Es la línea de trabajo con la que se inicia en 1945, y se caracteriza por una estructuración fuertemente estudiada del espacio pictórico. Paisajes y retratos dominan esta etapa. El trazo es fuerte, la pincelada y el uso del color de buen empaste, ajeno a técnicas más sofisticadas como las veladuras. La mejor expresión de esta época se da en sus obras realizadas en el norte argentino y en naturalezas muertas y retratos realizados posteriormente en Buenos Aires, bajo la evidente influencia de Spilimbergo. Es poco conocida su obra de esos años, frecuentemente realizada sobre cartón y en telas de arpillera, que fuera otra enseñanza de su maestro, y dota a los cuadros de un carácter rústico y vigoroso.

### En busca de un lenguaje personal
Hacia fines de la década del 1950, Onofrio inicia una búsqueda hacia una mayor depuración de su lenguaje pictórico, conviviendo en él una síntesis de origen cubista y una mayor abstracción. Las figuras y los paisajes se vuelven más esquemáticos, más cercanos a volúmenes geométricos. En esta etapa, que avanza hasta mediados de la década del 1960, se pueden encontrar principios de una sugestión metafísica que se afirmará muchos años después, con un uso de recursos expresivos y temáticos muy diferentes. Pronto, el camino de la abstracción sería el elegido en la explosión productiva de los años siguientes.

### Abstracción, materia, color
En los años que van de 1965 a 1975 aproximadamente, la producción de Onofrio está dominada por una fuerte abstracción tanto en paisajes como en naturalezas muertas y escenas intimistas. El uso del color se vuelve intenso y vibrante, el empaste del óleo adquiere mayor fuerza y relieve, la pincelada es franca y decidida. Si bien siempre están presentes las huellas de la anécdota de origen, es en las obras más abstractas donde se encuentran los mayores logros de esta larga etapa. Al mismo tiempo, y como posible compensación a la abstracción alcanzada, la figura humana aparece con gran frecuencia y es tratada con trazos esquemáticos, líneas de dibujo muy presentes y el mismo criterio de "estructura" con el que se articula el paisaje. Esta etapa de mayor libertad expresiva, se caracteriza por una vitalidad sensual en el uso de la materia y el color.

### Surrealismo: caballeros y geometrías
Aunque ya había sucedido en algunas obras anteriores, es alrededor de 1975 que Onofrio comienza a incluir con mayor frecuencia en sus obras elementos extemporáneos al paisaje propiamente dicho, produciendo un contraste inesperado. Este principio, propio del surrealismo, desarrolla sin embargo sobre la capacidad pictórica indagada en la etapa previa, el colorismo vivo y los principios de composición adquiridos. La anécdota o tema de cada obra vuelve a adquirir relevancia, mediante la inserción de formas geométricas, u objetos cotidianos fuera de contexto, como presencias de otros mundos. Una serie característica de esta época es la que incluye fantasmagóricos caballeros con armaduras en los paisajes y la llamada Los visitantes, esferas coloreadas como pelotas infantiles sobrevolando diversos paisajes naturales. Pero tal vez sea la serie de las catedrales su mayor expresión plástica, por su despojada construcción y su insinuación metafísica.

### Metafísica
Durante esa misma época cronológica, comienzan a aparecer obras en la que el tema pasa a segundo plano, elevándose a una dimensión metafísica. Un recurso propio y personal de Onofrio, que ya desarrollara en su trabajo a partir de 1960, sobre todo en la figura humana, como fuera definir objetos y volúmenes mediante franjas de color, le sirve ahora para construir paisajes dominados por un clima metafísico, sin énfasis en la anécdota, aun cuando ésta aparece con claridad. Una pincelada etérea, sutiles combinaciones y veladuras aparecen en muchas de estas obras, entre las que se encuentran algunos de los mayores logros plásticos de su carrera.

### Fusiones
A partir de esas etapas, Onofrio parece haber encontrado suficiente seguridad y libertad como para crear un imaginario propio y variarlo al infinito, realizando múltiples combinaciones de ideas y recursos plásticos propios. Desde 1980 en adelante, el retorno de elementos utilizados en etapas previas y su yuxtaposición con nuevos hallazgos, vuelven su obra aún más difícil de clasificar y sus temáticas son cambiantes y variadas.

### La vuelta al entorno
Hacia fines de esa década y durante la década de 1990, se opera una nueva y drástica vuelta de tuerca en su producción. El paisaje cotidiano que lo rodea, una arboleda, una calle suburbana, el Parque Avellaneda frente al cual vivía, una antigua fábrica abandonada, se convierten en sus principales temas. Ya en plena madurez artística y dueño de todos sus recursos, estos temas parecen excusas para descomponer y recomponer el paisaje en su estructura más íntima. El colorismo y el estricto sentido de composición que estuvo presente en toda su carrera adquiere en este último período un pleno sentido metafísico que apareciera esporádicamente en las etapas previas.

### Últimos años
Su última década, desde 1997 hasta el año 2006, está signada por un ir y venir sobre toda su trayectoria, recuperando temáticas, estilos y recursos del pasado. Así se encuentran obras de abstracción pura, figurativas y con resabios surrealistas. La diferencia con sus antecedentes, distantes hasta en décadas en el tiempo, se hace evidente en el uso más despojado de la materia y la pincelada, que aparece más espontánea que nunca, se vuelve menos preocupada por el detalle y más cercana a su esencia. Abstractos, surrealistas o naturalistas, todos los cuadros de esta época están dominados por un clima metafísico y distante. El dramatismo de épocas anteriores se transforma en melancolía, la exaltación en serenidad, sin perder intensidad colorística ni equilibrio constructivo. La única serie sobre un mismo tema realizada en esos años es una evocación de San Fili, el pueblo de Italia del que era oriundo su padre.

## Críticas y bibliografía

### Fragmentos de críticas
Romualdo Brughetti Criterio, 10 de noviembre de 1960
"... Un pequeño óleo, estudio de color inclinado a lo abstracto, sirve de punto de partida de su presente labor. Domingo Onofrio se ubica en un camino grato al cubismo, pero estimamos muy valioso su viraje hacia la pintura, después de su etapa realista. El paso de la experiencia figurativa a la abstracta habrá de beneficiar sus hallazgos futuros, esto es evidente, y la prueba se adelanta en esta exposición clave."
Raúl González Tuñón Clarín, 23 de julio de 1964
"En la Galería Arthea pudimos estimar una exposición integrada por los últimos trabajos de Domingo Onofrio, pintor para el cual no son ajenos los secretos y matices de una palabra, desdeñada últimamente por algunos que buscan los caminos fáciles: la palabra construcción. Onofrio pertenece a la clase de pintores preocupados fundamentalmente por su obra, puestos a salvo de la tentación de los certámenes, el afán de premios, etc. Trabaja silenciosamente en su atelier en cierto modo cerrado a las inspiraciones del medio social que lo rodea y algo de cuyas imágenes ha recogido previamente en la andanza, en la contemplación de seres y cosas, todo aquello que luego se une al aporte de una imaginación que conoce el vuelo, pero sabe controlarlo. Con su actual muestra, él prueba también -es necesario insistir en ésto- que la evolución es posible sin que el artista se aparte de los modos figurativos, al margen de corrientes superficiales, de falso y gratuito inconformismo. Y es posible y saludable cuando, como en su caso, se han sabido asimilar experiencias realmente innovadoras de los últimos tiempos. No en vano Domingo Onofrio se ejercitó en cierto período teniendo en cuenta los aportes del cubismo de la etapa creadora, constructiva. Y como se dice en el catálogo de presentación de la muestra, todo es esencial en él; forma, color, fondo. Logra el cabal enlace realidad-abstracción, esa armonía sutil que rechazan los no figurativos a ultranza y los figurativos que se manifiestan por la violencia y el caos de la expresión, no funcional -olvidando que la libertad ideal de las formas también tiene sus reglas- así como a la vez ignoran o no sienten algunos divagadores que desvirtúan el sentido del término abstracto, tan caprichosamente aplicado en estos momentos."
Eduardo Baliari Clarín, 8 de diciembre de 1966
"De esta exposición de Domingo Onofrio a su última presentación hay una diferencia favorable a su evolución. Puede decirse que ha alcanzado ahora el grado de necesaria madurez que perseguía, sobre todo para permitirle enfrentar los problemas que se plantea en cada cuadro y que resuelve dejando la sensación de haberlos agotado hasta su última consecuencia. Cada obra aparece así nutrida de profundidad interpretativa y cálida de comunicación con el espectador. Paisajes, figuras y naturalezas muertas son los temas. Vale decir, que se apoya en la naturaleza, eludiendo la inventiva o la lucubración caprichosa. No es por eso un naturalista y, por el contrario, con ese apoyo consigue dar rienda suelta a un poder imaginativo de agradables proyecciones. Cuando por ejemplo mezcla en un paisaje un arco de triunfo y un montón de huesos, la alegoría se presenta no como un intento metafórico de exaltar la expresión de una idea, sino como un trozo de pintura que traduzca más intuitiva que mentalmente el propósito del pintor. Señalemos que su materia se adapta al contenido en una notable complementación, para llegar a ese resultado final que no es una impresión óptica, sino una conquista serena y meditada de la retina."
Hugo Monzón La Prensa, 5 de diciembre de 1966 "... Su momento plástico es intenso, de apertura sensible en el proceso que sigue y activo. Activo también su color, no simplemente por el sentido contrapuntístico que plantea, sino porque exterioriza un desajuste exigente, un desborde que rechaza el esquema convencional."
Héctor Mario Villarino Revista Persona, marzo de 1967 "... Es un pintor que ama, vive y siente la pintura. A través de su ya fecunda trayectoria, hemos podido apreciar una evolución que partiendo de un realismo poético fue depurando su lenguaje de estructura y expresión; ha simplificado su paleta, sintetizando zonas de color en beneficio del lenguaje poético.
César Magrini El Cronista Comercial, 12 de mayo de 1970 "Una característica fundamental en él se insinúa, nítidamente, en quien comience la visita de sus obras: la de una dulcísima y muy tierna melancolía. / He encontrado en Onofrio a uno de esos pintores profundamente humanos, que saben hablar, antes que nada, a los sentimientos."
Hernández Rosselot La Razón, 9 de mayo de 1970 "...Seguro de su técnica, se manifiesta en óleos bien compuestos de encendido colorido y fina fiesta en un lenguaje lírico lleno de posibilidades."
César Magrini El Cronista Comercial, 7 de mayo de 1973 "Pero donde Onofrio alcanza su máxima elocuencia es en dos telas que, quizás sin él proponérselo, lo desnudan: el magnífico “Mueble roto”, donde hago notar el trabajo del cacharro de cerámica, estrictamente figurativo, donde la inexorable destrucción de la materia por el tiempo, su implacable corroedor, es como un latigazo para la sensibilidad del visitante, y “Homenaje a Paolo Uccello”, en el cual, además de lo que la tela significa de pintor a pintor y de época a época, vibra eso mismo, la feroz presencia de la muerte en el grupo de caballeros que lentamente se desintegran (y entre los cuales anida, palpitante, el color) y ese como pájaro que huye, a través de un cielo que arde y que en sí mismo se consume."
Suggero Herrera Prensa Libre, 29 de agosto de 1976 "Una muestra denominada Serie Los Visitantes expone Domingo Onofrio en la Galería Nice. Se trata de un pintor con incuestionables calidades, que introduce en paisajes bien coloreados elementos insólitos, como esferas, cuerpos geométricos, etc. Dichos cuerpos, que entrañan una libertad dentro de la rigurosa lógica del paisaje, logran no obstante crear una atmósfera y provocar lo que el pintor se propuso; la creación de una obra equilibrada y plástica. El tratamiento de las formas y colores es justo y si la inspiración en sí podría crear alguna duda temática o compositiva, las calidades del expositor como pintor, hacen que la muestra resulte grata y valiosa."
Sigwart Blum Argentinisches Tageblatt, 22 de agosto de 1976 "Domingo Onofrio (exalumno de Pettoruti), está actualmente en la Galería Nice. Desde hace dos años Onofrio elige el tema de “Los visitantes”, donde un visitante de otro planeta es retirado en un balón de aire. Tiene un trabajo técnico de un muy buen gusto por el colorido, y la visual del conjunto que caracteriza la búsqueda del pintor y da al observador posibilidad de volar con su fantasía. Entra dentro de una corriente surrealista de la pintura, especialmente con dos cuadros: “Los visitantes I” N.º 9 y “Paisaje con objetos” N.º 12, donde la rica imaginación y la presentación de la obra hacen del conocimiento de este tiempo por su pintura una visión difícil de olvidar."
Luis A. Aubele La Opinión, 12 de agosto de 1976 "¿Quiénes son Los visitantes? Al parecer, enormes pelotas de playa que de pronto irrumpen no sólo en la costa atlántica, sino también en plazas y parques del barrio de Caballito. Rincones que de una manera u otra transita el pintor Domingo Onofrio, para elaborar una visión nostálgica que converge en las paredes de la Galería Nice (Esmeralda 1021).
El conflicto poético no es nuevo (una cultura mecánica que desplaza los valores espirituales), pero lo importante es cómo el autor va componiendo sus telas subordinando el lenguaje a lo que quiere expresar. Trata los paisajes a la manera de Cézanne, descomponiendo la naturaleza, en medio de brumas azuladas, y luego aplica los otros elementos creando contrapuntos sugerentes. Aún en los momentos más dramáticos, las imágenes de Onofrio luchan entre la nostalgia y cierta alegría. Los visitantes forman secuencias cromáticas que anuncian que algo está por ocurrir. Algo que ni el pintor ni el contemplador pueden dilucidar todavía, pero que tal vez sea el umbral de un tiempo mejor."
Olga Rodríguez de Pareja Núñez La Capital, Rosario, 31 de agosto de 1976 "La pintura de Domingo Onofrio nos propone una sólida polémica. En sus cuadros, habitan elementos extraterrenos que de una manera audaz, llaman nuestra atención. No son circunstancias planteadas al azar, o por impulso de una caprichosa fantasía. Es la levadura, que germina como consecuencia de largas horas de desvelo. Llevándonos a otra dimensión, en donde lo cósmico juega un papel preponderante. Onofrio, con su serie “Los visitantes” nos plantea un misterio que subyuga; una realidad, casi tangible, que hasta hace poco parecía sólo pertenecer a la más afiebrada imaginación. Esta muestra, presentada en la Galería Nice de Buenos Aires, es la más importante, entre las que ya realizara este artista destacado."
Aldo Galli La Prensa 21 de agosto de 1976 “Insólitos visitantes se titula una de las obras presentadas por Domingo Onofrio en la Galería Nice, donde exhibe un buen conjunto de trabajos. Es la obra más interesante y más lograda, pero sus características son afines a las del resto de la exposición, regida por un orden sereno, sostenido por la voluntad de construir plásticamente las formas. Onofrio realiza una pintura metafísica, de silencioso clima, que nos revela la existencia de esos “insólitos visitantes” a través de una representación de raíz “cézanniana” que no elude lo poético y que produce notables efectos, confrontando elementos de dos mundos diferentes, circunstancia que crea una atmósfera de misterio. En su obra, la inteligencia y la sensibilidad se confunden e imponen al espectador un ángulo y una luz nueva, para las viejas razones de la pintura."
Miguel Angel Bonomini La Nación, 21 de agosto de 1976 "En paisajes muy bien realizados, de factura cézanniana, Onofrio incorpora extraños elementos geométricos: poliedros, flotantes esferas que, por momentos, sugieren paisajes marinos. Esos “visitantes” de vivos colores en los paisajes de paleta baja resultan insólitos, pero no sólo por su inesperada presencia sino por sus valores cromáticos. En nuestra opinión, resulta notablemente más eficaz esa incorporación cuando no irrumpen con esa violenta oposición de algunos casos, sino cuando aparecen confundidos con el sustento cromático del paisaje. Preferencias aparte, se trata de una interesante exposición realizada por un pintor de indiscutibles dotes."
Thelia Conrad de Behar Buenos Aires Herald, 21 de julio de 1977 "Onofrio es muy personal, combinando paisajes extrañamente fabricados de vidriosos azules y verdes con el fondo más heterogéneo -objetos tales como acueductos rotos, columnas de edificios, relojes, cilindros geométricos, bicicletas, etc. Tal vez los objetos descartados (desechados) yacentes en pilas de desechos, entre los campos de las afueras de Buenos Aires, atraparon su ojo artístico. Estos los filtró por su conciencia y los modificó (los plasmó) en un nuevo contexto de pintura y lenguaje. La muestra es original, impresionante y técnicamente bien realizada. Hay un tremendo esfuerzo aquí, casi arrollador a veces."
Alfredo Andrés La Opinión, 21 de julio de 1977 "En Wildenstein, ese incansable trabajador que es Domingo Onofrio parece empeñado en mostrar que la senda elegida es susceptible aún de innumerables variaciones. Es así que el ex alumno de Pettoruti, sin negar su admiración por los colores de Cézanne, cuelga en la citada galería una serie de piezas que constituyen una bocanada de aire fresco."
J. Carrique Correo de arte, julio/agosto de 1977 "Domingo Onofrio, artista exclusivo de la Galería Wildenstein de Buenos Aires, propone en su elaboración actual la articulación de un mundo expresivo en dos tiempos, tratados con firme definición: en uno elabora una síntesis constructiva, que resuelve con planteos de paleta de refinados hallazgos; en el otro vuelca un contenido de reflexión sensible y existencial, que permite temas donde las realidades externas cobran significado, en vivencias profundas. Ellos son el motor que lleva al artista a desarrollar problemas como el tiempo en su devenir ontológico, pero graficando su paso a través de entes materiales que alcanza así, una inmanencia testimonial."
Aldo Galli La Prensa, 16 de julio de 1977 "La pintura de Domingo Onofrio pone al observador en contacto con un universo en el que todo adquiere una connotación especial, un significado extra que le otorga a los elementos figurantes de su obra un carácter imprevisible, una excitante posibilidad de tener una vida, una función distinta de la que habitualmente les asignamos. No sorprende sin embargo en sus cuadros que una pera o un jardín estén flotando sobre los árboles, porque sus cuadros están planteados y construidos de tal manera que parecen naturalizar lo esotérico, lograr que por vía de una racionalización de sus componentes que lo extraordinario parezca cotidiano. Y, en efecto, en el clima que logra el artista resulta sugestivo y extraño lo que nos muestra, pero ni molesta ni parece descabellado. Cabe agregar que Onofrio posee una paleta de rico y decidido cromatismo, un dibujo que construye las formas, que sirve de sólido andamiaje para sus propuestas, planteadas con un rigor formal que le otorga consistencia terrena a sus fantasías."
Córdova Iturburu "80 años de pintura argentina: del pre-impresionismo a la novísima figuración", Ediciones Librería La Ciudad, 1978 "Su pintura impone la calificación de sabrosa. Hay sabor en su color y en sus empastes. Una sensorialidad morosa, deleitada, preside la elaboración de sus tonos y de su materia y la elección de sus tintas. No obstante la audacia de sus gamas que afronta las oposiciones más intensas de tonos y de valores, su pintura es armoniosa. Un ajuste perfecto la gobierna en todos sus aspectos."
Aldo Galli La Prensa, 22 de abril de 1978 "Más colorido que en oportunidades anteriores se presenta en esta oportunidad el pintor Domingo Onofrio, que en las salas de la galería Wildenstein exhibe un conjunto de sus trabajos. Son obras sólidamente estructuradas, en las que el volumen y el color cumplen funciones primordiales. Como Cézanne, de quien parece provenir una sabia absorción de estímulos, Onofrio le otorga no obstante, una dimensión de realidad a todo lo que pinta, como si naturalizase lo esotérico, como si hiciese cotidiano el paisaje de sus cuadros, colmandos de elementos que poseen otra connotación."
Elba Pérez Revista Convicción, 26 de septiembre de 1978 "Un juego de identidades retaceadas, de identificaciones esquivas al conocimiento propone Domingo Onofrio. Su imagen juega a revelarse y esconderse bajo las pretensas máscaras de las Armaduras de sus peregrinos caballeros. Embozados en ellas viven su vida plástica apelando a un poco frecuente vehículo: la punta del bolígrafo. Este le permite a Onofrio una línea continua sin inflexión con la que detalla la variada andanza de sus personajes. La suerte es desigual: acierta cuando indaga al Caballero velando sus armas (donde la gráfica está a la altura de la imagen); desacierta cuando Al Caballero lo asaltan dudas. En la primera se vale de medios gráficos; en el segundo decae en recursos espúrios. La técnica supone un aliento continuo, no una ilustración que quede en la superficie. Paradojalmente, Onofrio relega a la segunda sala de la muestra una serie muy valiosa de variaciones sobre el tema. El óleo o la témpera en grafito o técnica mixta rinde poesías secretas y nostálgicas como en Los caballeros se encuentran en un paisaje de Max Ernst. En esta pieza imbrica diseño y cromatismo en síntesis ajustada. También se anima a proposiciones menos comunes en su collage Monumento al gaucho. Pero es en un pequeño estudio de color, El antiguo barrio, donde la caballería ostentosa, la nostalgia presumible, y la fantasía evocativa, alcanzan el nivel que Onofrio puede lograr: la plena, desnuda elocuencia de la plástica."
Aldo Galli La prensa, 16 de julio de 1979 "Un planteo constructivo preside la pintura de Domingo Onofrio. Se trata de un pintor que parece poseer en lo referente al aspecto volumétrico de sus obras un ideal “arquitectónico”. Se diría que no obstante su interés por el color, aplicado siempre en función de la ubicación de los elementos representados tanto como en función integradora, todo está dirigido a estructurar, a darle a cada cosa su lugar y su espacio. De ahí acaso el extraño clima de sus cuadros, porque con ser soportes de una temática en la que el tiempo parece retrotraerse a un período anterior (escenas de caballeros con armaduras) y el espacio envolver con coloridos elementos esféricos los elementos figurantes, todo lo cual configura una página de muy personales características, se diría que el planteo esencial de sus composiciones parte de una construcción bien definida, de un dibujo preciso, que define con exactitud los volúmenes y les da terrena consistencia a las escenas imaginarias. Se trata por así decir de una suerte de concepción metafísica de la pintura, que se halla sostenida por un deseo de corporización. Si algún antecedente puede reconocerse en la pintura de Onofrio, alguna absorción de estímulos, se diría que los mismos provienen de Cézanne. Todo sucede como si sus sabios postulados fuesen motivo de nuevas interpretaciones y de nuevas posibilidades plásticas.
La exposición de Domingo Onofrio, integrada por veinticinco cuadros, se exhibe en la galería Wildenstein."
Manuel Rey Millares Radio Continental, 17 de julio de 1979 "Les recomiendo algo muy importante en color, que es lo que presenta en la Galería Wildenstein Domingo Onofrio. Presenta un mundo realmente maravilloso, poético, un mundo mágico que él, con su apostura de pequeño mosquetero (me refiero al pintor mismo, porque esa es la apostura que Domingo Onofrio tiene), nos brinda un juego tremendo de color, de línea, en una fiesta de colorido porque armoniza muy equilibradamente todos los valores plásticos que respaldan una anécdota que nace en el alma de poeta de Onofrio, y le permite expresar un universo que contiene el diálogo de figuras extrañísimas, en paisajes a los que nos tiene acostumbrados, donde aparecen siempre objetos insólitos... ...En la solidez del oficio y rigor constructivo de Domingo Onofrio se basa esta composición y esa compenetración de las fuerzas estructuradas que hace verosímil la presencia menos sólida por gracia de la plástica y su representación, y vale como un elemento gráfico y pictórico. Todo lo que presenta Domingo Onofrio en Wildenstein tiene unido al valor plástico real la gracia tremenda del espíritu poético que anima a este artista que es Domingo Onofrio."
Diana Castelar Clarín, 8 de julio de 1979 "El pintor muestra la rigurosidad de su pensamiento declarando que “las cosas y los elementos del tema son meros pretextos del artista, lo fundamental está en la pintura". Y lo está, su dibujo es preciso, es apasionado al color que aplica con gran dominio, sus colores son diáfanos, creando en cada obra un clima particular de gran subjetividad."
María Scuderi Revista Siete Días, 27 de agosto de 1980 "La creación onofriana, firmemente sustentada en una vida que se dedica al arte con humildad y absoluta convicción, exige del contemplador una auténtica apertura espiritual, para intentar descubrir su vivencia de la Realidad (así, con mayúscula), vivencia que es, en verdad, una videncia."
Oscar Félix Haedo Revista Actualidad en el arte, septiembre-octubre de 1980 "Hacer un alto en el camino para revisar la labor cumplida en 25 años es la responsable tarea asumida por el expositor, a través de una retrospectiva que tiene como hito inicial al paisaje y como corolario al mismo paisaje, pero pletórico de las visiones que ha intercalado durante largas jornadas pictóricas. Al par que fue modificando su paleta en pos de una coloración propia (donde priman naranjas, amarillos, verdes y azules), su técnica fue cambiando en la medida en que lo exigía la incorporación de nuevos signos plásticos, lo que devino en una imaginería propia del realismo mágico con globos “Montgofiers”, armaduras insertas en peras, barreras ferroviarias, lunas y chimeneas, elementos integrados en una visión feérica donde se alían corporeidad y geometría, realidad e irrealidad. Microformas y laberintos, osarios y huecos, paisajes y tubos metálicos se intercalan alternadamente en la pintura de Onofrio para componer un universo original donde predomina lo metafísico."
César Magrini Revista Para Ti, 13 de julio de 1981 "En la misma galería (Wildenstein), cuadros de Domingo Onofrio, en composiciones muy llamativas por su originalidad, encendidas en color y muy cuidadas en el diseño, con alegorías de un mundo fantástico, producto de la despierta inventiva del artista, cuyas visiones participan siempre de cierto sabor sobrenatural. Y en todos sus cuadros se advierte una inventiva incesante, transformando la realidad en el más encumbrado de los sueños y sin dejar de lado una calidad pictórica de primera línea. Trabajos, los suyos, impecables en su factura y vigentes en su seducción."
Rosa Faccaro Clarín, 21 de abril de 1984 "La pintura de Domingo Onofrio, pletórica de situaciones inestables, congela con el control de su fuerza constructiva el desaforado sentido de su naturaleza cromática e incrusta en los valores estables de su espacio pictórico los objetos antes señalados con el fervor de una investigación poético-arqueológica."
Diana Castelar Clarín, 2 de agosto de 1986 "Esta pintura sensible y sensual, con una fervorosa elaboración de tonos que afrontan intensas oposiciones de color sin comprometer en ningún momento la armonía, muestra al artista en un importante momento de una trayectoria sin claudicaciones."
Alberto H. Collazo Clarín, 26 de diciembre de 1987 "Imagen heterogénea y de multiplicidad temática es lo que nos presenta Domingo Onofrio en la exposición de sus obras en la galería Altos de Sarmiento, Libertad 1218. Alrededor de una veintena de óleos permiten a Domingo Onofrio darnos a través de una amplitud temática una cosmovisión particular de la realidad. El mundo que nos presenta está rigurosamente estructurado y nos da la sensación de un rompecabezas plástico al fragmentar cromáticamente las distintas zonas del cuadro. Esta particularidad es a veces subrayada por la demarcación lineal. Este planteo plástico genera una representación vigorosa, lindante con el expresionismo, y se acentúa por el uso de colores contrastantes. Otra característica que surge en su discurso plástico es la polaridad entre el tratamiento de la materia por empastes y otro más fluido, en donde lo gestual y lo azaroso atempera el racionalismo manifiesto."
Aldo Galli La Nación, 26 de diciembre de 1987 "El arte no es un lujo ni se aparta de la vida. Se desarrolla a diario y exige para ser practicado y entendido hombres de acción, que son los artistas, cualesquiera sea su fortuna crítica. Entre esos hombres se cuenta Domingo Onofrio (n. 1925), cuyos cuadros tienen, por así decir, una filosofía y, consecuentemente, nos acercan una definida imagen del mundo. El tiempo dará la última palabra sobre su ubicación en la pintura argentina actual. Entretanto, nos permitiremos señalar algunos rasgos dominantes de su estilo que lo llevan a hacer frecuente uso de difíciles oposiciones de color y a emplear una paleta abundante en colores que no son fáciles de armonizar. Ese hecho, por sí mismo, destaca su buen manejo de los menesteres que son propios de su actividad, a menudo desarrollada sin ostentaciones y sin preocuparse por destacar sus excelencias formales... / ...Frecuentemente Onofrio exaspera el color, la línea y el claroscuro, aunque sin afectar el sistema general de relaciones compositivas, a veces impuestas por encuadres inusitados... / ...Un clima metafísico envuelve desde el fondo de la composición a sus pinturas, que tienen en general una dirección decididamente figurativa, aunque reducida a sus mínimos soportes representativos por un poder de síntesis extremo."
León Benarós Clarín, 10 de junio de 1989 "Predomina en las obras una fuerte constructividad cézanniana, una especie de realismo expresionista. Acertados toque de luz encienden sus arquitecturas. Onofrio se formó bajo el ilustre magisterio de Spilimbergo, Pettoruti, Pacenza, y el propio Castagnino, de quien fue ayudante en la realización de murales. En óleos como “La casa del escultor”, una inscripción en la pared (“vote lista 2”) otorga carácter testimonial al cuadro, fuera de sus ponderables valores plásticos. En “El Riachuelo de Pompeya” la composición es horizontal y la factura tan límpida y enérgica como en el resto de la obra. En “Viejo puente” los grandes arcos arquitectónicos tienen el acento de algún momento de Diego Rivera. En la fronda, el tratamiento recuerda el amor por el asunto que apasionó a Giambiaggi. De suscitaciones diversas, con todo, Domingo Onofrio obtiene una versión de acento personal, honrada y apasionadamente expresiva, fuerte, pero no tumultuosa."
Aldo Galli La Nación, 10 de junio de 1989 "Onofrio no reproduce, interpreta. De ahí su tendencia a incursionar en un género que no procura la evasión y que, precisamente por eso, le permite darles forma a sus ideales sin apartarse de la realidad. Un romanticismo subterráneo recorre sus cuadros, alejados del desencanto pese a su terrena configuración."
Albino Diéguez Videla La Prensa, 18 de septiembre de 1994 "El de Domingo Onofrio es un nombre vastamente conocido y su labor lo ha llevado a ocupar un lugar importante dentro de la plástica nacional. La calidad de su pintura es algo que resalta no bien se recorre la muestra que en este momento presenta en Arcimboldo, Reconquista 761. Cada tela tiene el inconfundible sello de Onofrio, esa cargazón metafísica en la representación de la realidad, que vuelve a sus paisajes urbanos, a sus casas, a la desolación de sus fábricas, en argumentos que se pueden profundizar indefinidamente. El detalle, la excusa surreal de ciertas formas geométricas contrapuestas a la visión perfectamente atendible, a los que debe sumarse un color manejado con maestría, y en casos con suma audacia, termina por volver al conjunto de pinturas que comentamos en una presentación de rara relevancia."

### Principales prólogos de catálogos
Mensaje esencial de Domingo Onofrio

por Raúl González Tuñón Catálogo Galería Arthea, 1964

La trayectoria cumplida por Domingo Onofrio en la ahincada búsqueda de la síntesis expresiva y el lenguaje personal constituye una lección para algunos pintores maduros que han permanecido indiferentes ante las experiencias desprendidas de las más importantes escuelas o movimientos artísticos de los últimos tiempos, desde Cézanne hasta Picasso, digamos, y para algunos jóvenes seducidos por la prédica de Romero Brest -uno de los halagadores del gusto de los snobs por todo lo que sea “excitante”, espectacular, aunque inconsistente- y quienes, por querer ponerse a la moda suelen quedarse súbitamente anticuados, como lo previó el incisivo Oscar Wilde. Y esto va por la no figuración absoluta, en gran medida ganada ya por la propaganda comercial; el informalismo de la materia por la materia y un pseudo nuevo realismo confuso y violento por la forma y de un contenido que, sin definir claramente el destinatario, frustra cualquier intención crítica, de denuncia. Todo ello y su secuela constituye una artesanía fácil y conformista en el fondo. Estos “revolucionarios”, al ganar los museos, los salones promovidos por empresas privadas, etcétera, la Academia, en fin, han descubierto su carácter inofensivo, el revés de la trama...

Domingo Onofrio, en un momento de su atenta indagación, se ejercitó y experimentó en las serias disciplinas de valor permanente del cubismo de la época creadora. De este método derivó su sentido severo de la construcción del cuadro, el descubrimiento de nuevos ángulos de visión, hacia un realismo decantado, sin hojarascas y siempre coherente; evitando la frialdad en que a veces se cae cuando se trata de fórmulas demasiado rígidas, más de laboratorio que de taller. Procuró y procura una más cálida comunicación, sin concesiones ni a lo bonito ni a lo sórdido porque sí, ni al preciosismo decorativista ni a las manifestaciones por los recursos extrapictóricos, por demás convencionales, del manoseado arsenal de los deshechos. Trata la materia dándole un puro valor funcional, dotando al cuadro de un contenido que elude la simple atracción anecdótica y logrado así un lenguaje actual por la manera en cómo lo dice y por lo que nos dice. No subordina el color al dibujo, la técnica al tema, o viceversa. Una evolución lógica y lúcida ha dado perfiles esenciales a ese lenguaje.

Creemos oportuno recordar -como hace pocos días, a propósito de la retrospectiva de Hércules Solari- aquello de Picasso: “Un cuadro no se termina nunca de pintar”... cuando agregábamos: “...entendiendo que al pasar los años y cambiar en algún sentido la sensibilidad de las gentes y variar las interpretaciones, nada de lo que significó una inquietud y fue logrado plenamente en su hora pierde vigencia, modernidad”. Y asimismo, en el caso de Onofrio, aunque cuadros suyos que comentamos con mucha anterioridad difieran por detalles de fondo que corresponden a esta etapa del proceso del pintor, no desmerecen ante los últimos, consecuencia de aquellos. Hay una base común de sustentación que participa de la presencia del contorno, de aspectos del medio social, de consustanciadas raíces líricas y de humanismo recóndito. La misma actitud poética ante la vida y el mundo se traslada a la obra a través del oficio, la sensibilidad, la imaginación del artista -quien ha continuado indagando, es decir, caminando hacia el futuro-. Precisamente he vuelto a ver junto a las últimas, algunas piezas que corresponden a pasados períodos, en su casa de Banfield, la misma que habitara el abuelo materno de los dos pequeños hijos del pintor, el inolvidable Abraham Vigo, siempre vivo en la luz de ese entrañable pueblo del sur.
Todo es esencial en la obra de Onofrio; formas, color, línea, el limpio juego de las composiciones, en alarde de técnica sobria y penetrante. Y he aquí otro artista que ha sabido lograr la armonía de los elementos realistas y los rasgos abstractos puros, signo de las épocas, visible en tantas obras ejemplares de auténticos modernos de todos los tiempos: esa delicada y difícil conjunción que rechazan los no figurativos a ultranza y no comprenden los sectarios divagadores o mal informados, quienes se hacen un lío con la palabra abstracto... Nuestro amigo es un hombre que sabe, como sabía Rilke, que todo creador es un solitario, más eso no quiere decir incomunicabilidad, la tan cacareada incomunicabilidad que a veces oculta cobardía y a veces indiferencia, o mera pose literaria, lo cual hace todo más fácil. Solitario, pero en el acto de crear -cuando tantos improvisadores han olvidado que existe la intimidad del taller y su larga paciencia- pues previamente ha “contemplado el mundo”, atento al momento vivido, no servil de la realidad sino nutriéndose fundamentalmente en ella. Y vive y actúa en el siglo vislumbrado por Baudelaire, el precursor, a través de la frase que transcribimos en nuestro artículo sobre Tristán Tzara y es preciso repetir aquí: “Llegará el siglo en que la acción sea hermana del sueño”. Y decir Domingo Onofrio es decir la tierra y la nube, las realidades y los sueños.
"Un cuadro debe ser, antes que nada, pintura..."

por Osvaldo López Chuhurra Catálogo Wildenstein, abril de 1978

Esta sentencia confesional de Domingo Onofrio compromete y condena al responsable en las resultantes de un acontecer operativo, donde la creatividad pictórica se constituya en clarividencia de un señalamiento de la expresión plástica.

La señal aparece en sus pinturas para alertar al contemplador, acerca de un ocurrir no desentrañado en su totalidad, porque siempre, en cada solicitud de la mirada, se renuevan recorridos infinitos, ignorantes de la fijación definitiva que estatiza.

Ocurrir de situaciones desencadenantes de enigmas herméticos. Recurrencia a la Paradoja con el enfrentamiento de elementos que se atraen por la fuerza de su contradicción. Paradójicamente, sobre la superficie de la tela se han dado cita las “cosas” nacidas de la mano del hombre, y aquellas otras “cosas” que brotan de otro emergente creador. La resultante acaecida trae el recuerdo de la reflexión permanentemente actualizada de Cézanne: “En el momento de pintar, ojo y cerebro deben prestarse mutuo apoyo”.

Materia-color, ojo-cerebro, y un pintor medular que revaloriza el mundo conocido por nuestros sentidos, al entregarle un ánima modelada “a su imagen y semejanza”. Respiración inédita de la expresión plástica, vivificada por encuentros insólitos y sorpresivos. Magnificencia del Absurdo engañando a la lógica del orden cotidiano, para establecer un sistema original alentado por las necesidades de la libertad.

Si “la libertad es un hacer que realiza un ser”, como quiere Ionesco, Domingo Onofrio “se realiza” haciendo de la libertad el instrumento-cómplice de sus presencias metamorfoseadas. Herramienta ideal para dirigir los impulsos de un pincel que al recibir las energías de la materia maleable y obediente, atrapa la luz que iluminará señalamientos significativos.

La absurdidad permite transgredir los límites de la realidad, en la búsqueda de una “ultra-realidad” de dimensiones insospechadas. Esta realidad-otra, esa necesidad liberadora para ser en el ser de la obra, se satisface al fijar sobre el soporte imágenes que dejan traslucir misterios reveladores:

Un ascensor en el bosque (con hilos suspendidos del...), nubes con manijas, naturaleza muerta agigantada para desafiar a la montaña, el reloj en pleno viaje, buscando tal vez ese tiempo que desconocerá eternamente, papeles de sólida e inconmovible anatomía, y el vuelo sostenido por leyes que la gravedad sólo intuye, franjas invasoras destinadas a transmutar la epidermis de estructuras aparecidas, construcciones para escenarios nuevos, que se poblarán con personajes caros a la Fantasía detenida “en el otro lugar” que el tótem señale...

¿Dónde se des-cubre la absurdidad de esos señalamientos, tan elocuentes en ese su pregonar de que “algo sucede”? En la humanización de las cosas (el sifón que busca comunicarse con el globo vacío), y en la “cosificidad” de lo humano aparentemente no aparecido. ¿Dónde podemos des-ocultar la presencia del hombre habitando la Obra?

El hombre está en ese acercamiento a la convivencia de las “cosas con dimensión de habitualidad”. Está en la corporificación de las formas ideales que se hacen esfera, dodecaedro, pirámide, cilindros vestidos con distintos ropajes. Está en la huella matérica abandonada en la tela, descarga de transferencias intransferibles. Está en la resonancia del color “que da vida a las cosas”, hecho luz de la visión del Conocimiento. Está en la palpitación expresiva de un espíritu creador, realizándose a través de la mano que responde al “pensamiento del ojo”. Está al nombrar a Domingo Onofrio, señal imprescindible para la ruta que ha elegido el Arte Legítimo.

Testimonio de soledad y de soledades

por César Magrini Catálogo Wildenstein, exposición 25º aniversario de la primera exposición, julio de 1979

A la manera de Góngora en sus poemas, el protagonista de las más recientes telas de Domingo Onofrio parece estar viniendo de sus soledades, para volver prontamente a ellas. En estas ráfagas de presencia, de las que quedan huellas en cada una de las obras, el caballero -yelmo y armadura que quizás no recubran otra cosa que la caducidad y la muerte- vive su cotidiana aventura de agonizar, de morir, de renacer cada vez. Soledad sonora la suya. Soledad visual. Soledad tangible. Prolongada en el paisaje que lo rodea, que lo penetra, que lo acosa y que concluye por asediarlo sin darle tregua. El caballero entre árboles que son como vibraciones de su alma (¿la tiene?), patético entre muñecos y entre fantoches (¿sus únicos contrincantes, ahora?), jinete sobre un desvencijado, ruinoso caballo enano (¿así han sido sus victorias?) o duplicado, inmóvil, tenso sobre una rama, inútil anhelante ave de presa (¿ese es su ilusorio, su vacío botín?). No se piense que me detengo en la anécdota por considerarla fundamental en pintura. Lo es y no lo es. Pero sucede, por una parte, que siempre se manifiesta el tema, aun en aquellas escuelas o corrientes que dicen rechazarlo, y por la otra, ese tema es el “leit-motiv” de la serie que Onofrio presenta, un subterráneo indicio de coherencia, algo así como la sucesiva y simultánea representación de la idea platónica, inamovible en su esencia, sólo mudable en lo que tiene de existencial. Probablemente el símbolo de esta pintura -un escalón más, hacia arriba- resida en su voluntad, consciente o no, de re-presentar (así, separado) el aislamiento del hombre contemporáneo a través de una evocación que escapa a la lógica. No a la del creador, que cada vez inaugura una propia, sino a la de la razón. Que no tiene porqué ser la del arte. Guerrero ilusorio, batallador de espejismos, en caballero en arnés que Onofrio ubica, de manera tan precisa, en un contexto de magia, no hace otra cosa, en el fondo, que entablar una insaciable lucha consigo mismo. Es la soledad sonora que quería Góngora. El hombre verdadero (no me atrevo a decir real, ya que no son sinónimos) es el que, difuso, extenso, significante de su propia amplitud, está fuera. Allí, tras las convexidades del metal, debajo de la complicada y fatal trabazón de las piezas de hierro, que se entrechocan con un sonido sordo y ominoso, yacen, ya casi polvo, los sueños que alguna vez sonó, aquel que quiso ser y no pudo, la fantasmagoría pensada por un huidizo espectro desde la hondura de ésta, su propia y cuidadosamente forjada tumba.
Onofrio propone, tal vez sin proponérselo, una fenomenología del inconsciente de sabor estrictamente cotidiano. La máquina, emblema de nuestro siglo, o cuando menos de sus décadas más recientes, que reemplaza al hombre. La envoltura por el contenido. La sombra -esa soledad sonora de Góngora, otra vez- en lugar de su geografía de carne y hueso. Pero queda, para el rescate, para el torneo final, para enarbolar la espada del espíritu como único e ireemplazable pendón, el artista. Aquí victorioso. Claro que toda victoria exige una derrota. Y dolor, y tristeza. El caballero vencido no tiene mirada; sin embargo, compañeros de la congoja se adivinan sus ojos. No hay rasgos en él, pero el rictus de la amargura, filoso, está tallando sus labios. Condenado a la eternidad, no sabe qué hacer con ella. El pintor, en este caso también el poeta, llega al máximo de la elocuencia a través de un lenguaje despojado, también al máximo. Casi duele, por contraste, la luminosa alegría de algunos colores, en oposición -otra vez el duelo- con las sombras que amortajan al caballero. Lo que Onofrio está diciendo, en esta espléndida y arrebatadora pintura suya, es que la materia debe ceder el paso al espíritu. O que el espíritu ha partido ya de la materia, abandonándola. Pero ésta no puede olvidarlo. Como la morada que alguna vez albergó al más magnífico de los reyes -el creador- y que no se resigna a haberlo perdido, en tanto conserva el eco de sus pasos, el reflejo de su voz, el duro y esquivo encaje de su silueta. En estos cuadros, que sobrecogen con su espeso silencio, está, íntegro, el drama de nuestro tiempo: la despersonalización de la criatura, con exactas señales del precio que hay que pagar. Ya maestro -diseño, planos, contrapuntos tonales- en la perfección formal de estas obras, Onofrio responde cumplidamente a ese otro equilibrio metafísico que insinúan. Que se pongan cerrojos, trabas, pasadores al alma; ella sabrá, siempre, cómo escapar. Y quedará, como queda esta vez y en esta pintura, el indicio de su paso. La armadura. El recuerdo o la memoria. Soledad punzante, soledad que sufre, soledad que canta. Testimonio, por último, de un amor cuya grandeza, como lo decía Dante, “mueve el sol y las estrellas”. ¿Necesito expresarlo con otras palabras? Dios. En su búsqueda, hace ya rato que el caballero ha partido. Queda aquí, desorientada, perdida y hasta casi dulce como un niño, su armadura.
Símbolos e itinerarios

por Raúl Vera Ocampo Catálogo exposición retrospectiva en el Consejo Deliberante de Buenos Aires, marzo de 1991

En la pintura contemporánea argentina el tema, o la motivación del cuadro, como quiera asignarse al compromiso del artista en su relación con la realidad, ha estado en estas últimas décadas más asociado a la fluctuación teórica de las escuelas -o de las modas- que a la verdadera intencionalidad del artista. Intención válida ésta, ya que responde a las auténticas intuiciones y laberintos de la imaginación creativa.

Aquí es donde comienza mi concordancia con la obra de Domingo Onofrio, pintor al que ineludiblemente acudimos cuando se menciona la palabra imaginación. Porque esa es la llave para introducirnos en su visión plástica, ese mundo rico en símbolos y en itinerarios donde lo fantástico es un hilo sutil a través del cual el artista elabora su discurso a veces metafísico, otras onírico, siempre cargado de sugestivas imágenes.

Si bien Onofrio participa de la figuración, no podemos rotularlo con características surreales o de otros vanguardismos que agotan rápidamente sus fuentes más o menos racionales. Formado entre nombres como Pettoruti o Policastro, supo entender los mensajes formales y humanos que recorren inexorablemente nuestro arte. De allí sus sólidas construcciones, su habilidad colorística, su ductilidad exploratoria para combinar elementos geométricos, paisajes, figuras, con un clima propicio para escudriñar en él la resolución del misterio.

Ese misterio que entraña la expresión misma fijada en el cuadro y que el pintor va desplegando guiado por una inducción interna que vibra en cada fragmento de la tela. Por eso Domingo Onofrio puede encontrar en esos cercanos parajes del parque Avellaneda, sus personajes, sus arboledas, sus retazos de alumbrado como extraños monolitos, sus fantasmas, las luces y sombras de un territorio que le es propio porque forma parte de sus temores, sus asombros, su amor por las cosas sensibles e insondables en su plenitud. No es extraño entonces que en sus naturalezas muertas o en los paisajes con figuras casi espectrales o en esas calles suburbanas, encontremos el mismo indicio comunicativo.
Quizás en su etapa más reciente, el pintor vuelve a retomar ideas y propuestas de anteriores períodos, como la manera de iniciar un recorrido que resume la ambición de un proyecto plástico, porque eso es la síntesis de la trayectoria de cualquier artista, un anhelo de reflejar la intensidad y transparencia de un lenguaje. ¿Qué otra ilusión es la vivencia del arte? Un signo cabal y elocuente de la lucidez interpretativa de los seres y las cosas, de la vida y de la muerte.

Allí, en esos climas, esos cuadros a veces tímidos, enigmáticos o cifrados en una ecuación poética, Domingo Onofrio nos habla plásticamente de su cosmos y de su tránsito profundo y genuino por los infinitos senderos de la dimensión humana.
Revelación

por Fermín Fèvre Catálogo muestra homenaje en el Museo de Artes Plásticas Eduardo Sívori, junio-julio de 2005

Ante una exposición retrospectiva, como la que ahora se presenta con las pinturas de Domingo Onofrio, el crítico suele verse atraído por dos tentaciones simplistas. Una, querer establecer un recorrido cronológico que permita visualizar con exactitud las etapas de la obra del artista, diferenciándolas con precisión. Otra, tratar de hallar temas o tratamientos pictóricos predominantes, que al imponerse sobre otros sean algo así como la quintaesencia expresiva del artista.
Ambas tentaciones son válidas, pero insuficientes, ya que habría que empezar por reconocer que una retrospectiva es, en sí misma, una obra en la que se exhibe al artista en su plenitud expresiva. Hay que apreciarla en su integridad y como una unidad. Es su obra máxima. Constituye el equivalente para el escritor de sus "obras completas" y en algunos casos, puede llegar a ser una verdadera revelación.

Frente a esta retrospectiva de la pintura de Domingo Onofrio podemos decir esto último. Cincuenta años de trabajo creativo se suman aquí con la lozanía de lo nuevo ya que manifiestan una obra que tiene vigencia del comienzo al fin. Este artista ha cimentado su obra sin dejar a un lado nada de lo realizado a lo largo de ella, aquilatando momentos y recursos en su expresión plástica.

Desde marcadas influencias de Emilio Pettoruti, su principal maestro, hasta una última etapa de creciente libertad y acentuada originalidad que nos muestra que Onofrio ha buscado con ahínco la expresión propia como una necesidad espiritual que ha respondido a una percepción del mundo en su espacio y su tiempo.
En este artista, la gran lección plástica de Paul Cézanne quedó grabada a fuego, orientando como una luz sus búsquedas. La estructura de la naturaleza y del mundo orgánico, la arquitectura de las formas desde una visión conceptual y sensible a la vez, han constituido los ejes de su creación. Onofrio ha logrado amalgamar el rigor mental con un refinamiento expresivo lleno de matices.

En sus pinturas hay una constante búsqueda de nuevos ángulos de visión. Por eso recurre muchas veces al fragmentarismo y la facetación de las imágenes, logrando equilibrios, siempre inquietantes y sugerentes tanto en la combinación de medios expresivos como en las temáticas abordadas.
Un realismo decantado, capaz de convertirlo todo en términos pictóricos le ha llevado a transformar el caos y los sentimientos atormentados en estructuras visuales que se convierten, a su vez, en nuevas fuentes perceptivas que se multiplican. Logra así una armonía entre elementos realistas y abstractos, en contrapuntos que integran oposiciones.
Algo semejante ocurre, también, entre una visión onírica y las reducciones geométricas, creando un mundo de climas enrarecidos dominados por una suerte de metafísica incorpórea. Como quería Cézanne, este artista, en todos sus momentos manifiesta que es posible "dibujar pintando", valiéndose de contrastes cromáticos y desarrollos rítmicos. Onofrio se muestra audaz en el color, con diversos grados de intensidad que le dan un sentido expresivo. Sutiles texturas iluminadas e irradiantes lo prueban.
Una elaboración muy cuidada, morosa y sensual, con un evidente deleite creativo muestra que el arte de pintar es una acción vital y reflexiva a la vez, a partir de una perspectiva sensible.
Sus etapas lo muestran en expresiones disímiles que comparten un mismo momento. Por eso, el afán clasificatorio, intentando encasillarlo en alguna tendencia en particular, ha mostrado su desconcierto. Sin abandonar casi nunca sus orígenes postcubistas, con una fuerte presencia surrealista, una cierta abstracción biomórfica y geométrica y una forma de figuración de índole metafísica, se han conjugado contemporáneamente en su obra.
En su largo recorrido de fábricas abandonadas, paisajes urbanos del Parque Avellaneda o Villa Lugano, figuras espectrales, lunas y ciclistas, objetos varios instalados en la naturaleza, lunas y soles que forman parte del barrio, Domingo Onofrio ha puesto como tema recurrente la soledad y el silencio.
Sin dramatismo, sin desbordes expresionistas, expresa en su obra una configuración apolínea de la realidad; una voluntad de orden y de racionalidad, de contención formal, que puede expresarse en lo que Héctor Dasso designó con acierto como ensueño geometrizado.

De tal modo este artista nos pone de manifiesto, sin estridencias, que en una época como la actual, dominada por el desborde, la contradicción y el caos, es posible, y hasta deseable, hallar, tanto en el arte, como en la vida, un equilibrio apolíneo que dé cauce a tanta potencia dionisíaca. Domingo Onofrio lo ha logrado.

## Premios
- 1954: 44.º Salón Nacional de Artes Plásticas, Premio “Pío Collivadino"
- 1957: XVI Salón de Arte de Mar del Plata, Mención de Honor
- 1971: LX Salón Nacional de Artes Plásticas, Premio “Sadao Ando”, Medalla de Plata
- 1972: 49.º Salón Anual de Santa Fe, Medalla de Oro “Asociación Amigos del Museo Provincial de Bellas Artes Rosa Galisteo de Rodríguez”
- 1975: LXIV Salón Nacional de Artes Plásticas, Mención de Honor
- 1987: Mención Especial en el Salón de Otoño y Socio Honorario de la Sociedad Argentina de Artistas Plásticos
- 1989: Premio “Recorrido Dorado” a la plástica, de la Sociedad de Distribuidores de Diarios, Revistas y Afines
- 1991: Gran Premio de Honor, Salón de Otoño, SAAP
- 1991: Primer Premio IMPS en reconocimiento a la trayectoria y creatividad en pintura (jurados: Raúl Lozza, Héctor Médici y Carlos Uría), Municipalidad de la Ciudad de Buenos Aires, SAAP
- 1991: Diploma de Honor al Mérito Artístico, “Primeras jornadas de las artes plásticas argentinas”, APSS-Segba

## Exposiciones realizadas

### Individuales
- 1954: Galería Peuser, Buenos Aires
- 1955: Sociedad Argentina de Artistas Plásticos, Buenos Aires
- 1959: Sociedad Argentina de Artistas Plásticos, Buenos Aires
- 1960: Galería Van Riel, Buenos Aires
- 1962: Galería del Teatro IFT, Buenos Aires
- 1963: Galería Arthea, Buenos Aires
- 1966: Galería Proar, Buenos Aires
- 1967: Galería Van Riel, Buenos Aires
- 1967: Galería Radio Municipal de la Ciudad de Buenos Aires
- 1969: Universidad de Belgrano, Buenos Aires
- 1970: Galería Perla Marino, Buenos Aires
- 1970: Galería Witcomb, Buenos Aires
- 1973: Galería Amauta, Buenos Aires
- 1973: Galería Rubinstein, Mar del Plata
- 1974: Galería Fernando Fader, Río Cuarto
- 1974: Galería Nice, Buenos Aires
- 1976: Galería Nice, Buenos Aires
- 1977: Galería Wildenstein, Buenos Aires
- 1978: Galería Wildenstein, Buenos Aires
- 1978: Galería Angelus, Buenos Aires (dibujos)
- 1978: Universidad Nacional de Salta
- 1979: Galería Wildenstein, Buenos Aires
- 1980: Galería Altamira, Buenos Aires (dibujos)
- 1980: Galería Pozzi, Buenos Aires (retrospectiva)
- 1981: Galería Wildenstein, Buenos Aires
- 1982: Comisión de Cultura, Resistencia
- 1982: Museo de Bellas Artes, Bahía Blanca
- 1983: Galería Hoy en el Arte, Buenos Aires
- 1984: Galería Imagen, Buenos Aires
- 1986: Galería Pozzi, Buenos Aires
- 1987: Fundación Banco de Boston, Buenos Aires
- 1987: Galería Altos de Sarmiento, Buenos Aires
- 1987: Museo Casa de Yrurtia, Buenos Aires
- 1988: ATC, Canal 7, Buenos Aires
- 1989: Galería Altos de Sarmiento, Buenos Aires
- 1989: Galería Fernando Fader, Río Cuarto, Córdoba
- 1991: Consejo Deliberante de la Ciudad de Buenos Aires
- 1991: Galería Altos de Sarmiento, Buenos Aires
- 1994: Galería Arcimboldo, Buenos Aires
- 1998: Sociedad Argentina de Artistas Plásticos, dibujos
- 1999: Parque Avellaneda, Casa Histórica, diseño del vitreaux (por concurso)
- 2005: Retrospectiva “Maestro Domingo Onofrio. Un viaje por 60 años de imaginación”, Museo de Artes Plásticas Eduardo Sívori

### Colectivas
- 1954: Salón Nacional de Pintura, muestra itinerante de obras premiadas
- 1961: Galería Casa América, Buenos Aires, “Nuevos exponentes de la pintura argentina”
- 1964: Galería Veneto, Buenos Aires, “Comparación de tendencias”
- 1964: Pintura actual argentina, Nueva York
- 1964: Galería Proar, Buenos Aires, “Salón del poema ilustrado”
- 1966: Salón Olivetti, Salón Alda, Buenos Aires
- 1966: Salón Air France, Buenos Aires
- 1968: Salón Fiat Concord, Buenos Aires
- 1971: Galería Circe, Buenos Aires
- 1971: Galería Van Riel, Buenos Aires, “Homenaje a Emilio Pettoruti de sus alumnos”
- 1973: Galería Bonino, Buenos Aires
- 1973: Galería Lezica Park, Buenos Aires
- 1974: Galería Gutiérrez y Aguad]], Córdoba
- 1974: Exposición del Confort, Sociedad Rural Argentina
- 1974: Motonave Río Negro, Buenos Aires y Colonia (Uruguay)
- 1974: Galería Amauta, Buenos Aires, “Línea y color de Buenos Aires”
- 1974: Museo de Arte Moderno, Buenos Aires, “Línea y color en el deporte”
- 1974: Galería Perla Marino, Buenos Aires
- 1974: Galería Rodrigo Carmona, Buenos Aires
- 1974: Estancia “La Camila”, Ciudad de Azul, provincia de Buenos Aires
- 1974: Museo Bellas Artes, Olavarría, Provincia de Buenos Aires
- 1975: Salón Argenfé, “Julio Barragán, Carlos Cañás, Manuel C. Bettinelli, Domingo Gatto, Domingo Onofrio, Lidia Juárez, Naum Knop, Antonio Pujía”
- 1975: Sociedad Hebraica, Buenos Aires
- 1975: Iglesia del Socorro, Buenos Aires
- 1975: Colegio Tarbut, Buenos Aires
- 1975: Salón Nacional de Pintura, muestra itinerante de obras premiadas
- 1976: Teatro Municipal Gral. San Martín, Buenos Aires (decoraciones murales para la Casa del Arte de la Ciudad de Azul)
- 1976: Galería del Arte, Buenos Aires
- 1976: Galería Wildenstein, Buenos Aires
- 1976: Mutualidad de Bellas Artes, Buenos Aires, muestra por el 100.º aniversario
- 1976: Galería Witcomb, Buenos Aires, “Siete dibujantes”
- 1976: Cooperativa Villa Luro, “29 pintores contemporáneos argentinos”, Carlos Alonso, Julio Barragán, Juan Carlos Castagnino, Jorge Ludueña, Leopoldo Presas, entre otros
- 1977: Galería Wildenstein, Buenos Aires, “Salón de verano”
- 1977: Museo Provincial Gómez Cornet, Santiago del Estero
- 1977: Galería Wildenstein, Buenos Aires, “Visión contemporánea de los clásicos”
- 1977: Galería Altamira, Buenos Aires, “Artistas de nuestro alrededor”
- 1977: Casa de Palermo, Buenos Aires, presentación del anuario “Pluma y Pincel”
- 1977: Mutualidad de Bellas Artes, Buenos Aires, Salón 101.er aniversario
- 1977: Gordon Gallery, Buenos Aires, “Homenaje a Battle Planas”
- 1977: Salón Nacional de Pintura, Buenos Aires
- 1977: Galería Angelus, Buenos Aires
- 1977: Galería El Atelier, Martínez
- 1977: Galería Van Riel, Buenos Aires, “35 pintores argentinos”
- 1977: Galería Wildenstein, Buenos Aires, “Pintores y escultores contemporáneos”
- 1977: Galería Adamantaro, Buenos Aires, muestra inaugural
- 1977: Rotary Club, Buenos Aires, homenaje al pintor Favarotti
- 1977: Galería Aleph, Buenos Aires, “Pintores contemporáneos argentinos”
- 1978: Galería Aleph, Buenos Aires, “Homenaje a Picasso”
- 1978: Galería Wildenstein, Buenos Aires, “Pintores contemporáneos”
- 1978: Galería Angelus, Buenos Aires, “Pintores y ceramistas”
- 1978: Galería Sagazola, Buenos Aires, “El collage”
- 1978: Salón Nacional de Pintura, Museo Nacional de Bellas Artes
- 1978: “Cien años de pintura argentina”, muestra itinerante por salas nacionales de exposiciones, organizada por la Comisión Nacional de Cultura
- 1978: Galería H, Buenos Aires, “El campo”
- 1978: Galería La Rada, Buenos Aires, “Mi Buenos Aires querido”
- 1978: Museo de Arte Moderno, Buenos Aires, muestra por el 32.º aniversario de UNESCO
- 1978: Museo de Arte Moderno, Buenos Aires, exposición de obras originales para la edición especial del libro “80 años de pintura argentina”, de Córdova Iturburu
- 1978: Galería Wildenstein, Buenos Aires, “El pendant”
- 1978: Galería Van Riel, Buenos Aires, “Pintura argentina”
- 1978: Galería For Export, Buenos Aires, “Pintores argentinos”
- 1979: Sociedad Argentina de Distribuidores de Diarios y Revistas, Buenos Aires, “Homenaje a Jorge Luis Borges por sus 80 años”
- 1978: Galería Angelus, Buenos Aires, “Pequeño formato”
- 1979: Salón Municipal de Pintura, Museo Municipal Eduardo Sívori
- 1979: Salón Nacional de Pintura, salas nacionales de exposiciones
- 1979: Galería Wildenstein, Buenos Aires, “Pintura argentina”
- 1979: Galería Wildenstein, Buenos Aires, “El niño y su mundo”
- 1979: Galería Angelus, Buenos Aires, “Pintura argentina”
- 1979: Galería Imagen, Buenos Aires, “Pintura actual”
- 1980: Galería Wildenstein, Buenos Aires, “Salón de verano”
- 1980: Galería Wildenstein, Buenos Aires, vidriera exterior
- 1980: Galería Angelus, Buenos Aires, “Poemas de A. Andrés y pintores argentinos”
- 1980: Galería Altamira, Buenos Aires, “Calesitas de Buenos Aires”
- 1980: Fundación Juan E. Vibart (St. Alban’s College), Lomas de Zamora
- 1980: Club Vélez Zarsfield, “20 pintores argentinos”
- 1980: Museo Municipal Eduardo Sívori, exposición itinerante “400º aniversario de la fundación de Buenos Aires”
- 1981: Galería Angelus, Buenos Aires
- 1981: Galería Wildenstein, Buenos Aires
- 1981: Embajada de EE. UU.
- 1982: Galería Wildenstein, Buenos Aires, “El otoño”
- 1982: Galería Wildenstein, Buenos Aires, “El paisaje imaginario”
- 1982: Galería Wildenstein, Buenos Aires, “La pareja”
- 1982: Museo Nacional de Bellas Artes, Salón Navarro Correas
- 1982: Galería Magistra, Adrogué, Provincia de Buenos Aires
- 1982: Galería Wildenstein, Buenos Aires, “El retrato y su pareja”
- 1982: Galería En Flores, Buenos Aires, compartida con Febo Martí y N. Saiace
- 1982: Universidad Católica de La Plata, Museo de Arte “Fra Angelico”
- 1983: Galería Wildenstein, Buenos Aires, “Los balcones”
- 1983: Galería Praxis, 1º Salón Anual de Artes Plásticas Navarro Correas, artista invitado
- 1984: Fundar, Buenos Aires
- 1984: Salón de Otoño, Sociedad Argentina de Artistas Plásticos, Buenos Aires
- 1985: Museo de Arte Moderno, San Pablo, Brasil, exposición de los pintores del salón Navarro Correas
- 1985: Galería R.G. en el arte, Buenos Aires, “Panorama del dibujo argentino contemporáneo”
- 1990: Galería Alto Nivel, Buenos Aires
- 1991: Concejo Deliberante de la Ciudad de Buenos Aires, “Homenaje a Forte, Fadul, Garrochategui”
- 1992: Palais de Glace, Buenos Aires, “El espíritu de Grecia”
- 1993: Galería Praxis, premio BASF, artista seleccionado
- 1996: Galería Arcimboldo, Buenos Aires, “Recordando a Galería Arthea”
- 1996: Salón Municipal Manuel Belgrano, Museo Municipal Eduardo Sívori, Buenos Aires
- 1997: Palais de Glace, “El tango”, artista seleccionado
- 1997: Salón Municipal Manuel Belgrano, Museo Municipal Eduardo Sívori, Buenos Aires
- 1997: Consejo Deliberante de Buenos Aires, “Homenaje al Che Guevara”
- 1998: Palais de Glace, “VIIª Bienal de Arte Sacro”, artista seleccionado
- 1998: Museo Eduardo Sívori, Salón Municipal de Pintura Manuel Belgrano
- 1998: Centro Cultural J. L. Borges, organizada por Fundación Huésped
- 1998: Palais de Glace, exposición de Socios Honorarios de la SAAP
- 1999: Galería Hoy en el Arte, “Homenaje a Valmitjana”
- 1999: Palais de Glace / Museo Fernando Fáder (Mendoza), “Iª Bienal del Deporte”, artista invitado
- 1999: Palais de Glace, exposición de Socios Honorarios de la SAAP